# Georg Hülsse
Georg Hülsse (* 30. Dezember 1914 in Düsseldorf; † 9. April 1996 in Ahrenshoop) war ein deutscher Maler, Grafiker und Fotograf.

## Leben
Nach einer Schriftsetzerlehre besuchte Georg Hülsse von 1934 bis 1937 die Wredowsche Zeichenschule in Brandenburg und 1940 die Meisterschule des Kunsthandwerks in Krefeld bei Walter Breker. Von 1937 bis 1945 als Soldat beim Militär, besuchte er 1942 während eines Studienurlaubs die Pädagogische Hochschule Dresden mit dem Ziel der Ausbildung zum Grafiklehrer. Im selben Jahr heiratete er. Nach bis zum Jahr 1949 dauernder sowjetischer Kriegsgefangenschaft kam er zurück zu seiner Familie, die seit 1943 in Ahrenshoop lebte.
Hier wurde er als freischaffender Gebrauchsgrafiker tätig, die Aufträge bestanden hauptsächlich in der Herstellung von Werbegrafik für Produkte der Lebensmittelindustrie und der Illustration von Fachliteratur. Über viele Jahre war er für die Gestaltung der Bücher beim Hinstorff Verlag Rostock, für die Programmhefte und Plakate des Theaters Putbus und des Volkstheaters Rostock zuständig (siehe Werke), wobei er in späteren Jahren auch die Fotografik für seine Arbeiten nutzte. Hülsse war Mitglied im Verband Bildender Künstler der DDR.
Ab den 1980er Jahren beschäftigte Georg Hülsse sich zunehmend mit der Aquarellmalerei, wobei eine Vielzahl an Landschaftsbildern vom Fischland, von Blumenstillleben und Gartenbildern entstanden.

„Mit dem Übergang ins achte Lebensjahrzehnt traf Georg Hülsse die freigewählte Entscheidung, die von seinen grafischen und fotografischen Arbeiten geprägte Schaffensperiode endgültig abzuschließen und sich der zuvor nur gelegentlich ausgeübten Aquarellmalerei zu widmen. Was Georg Hülsse scheinbar im Handumdrehen auf diesem schwierigen Gebiet zustandebrachte, geriet zu einer meisterhaften Liebeserklärung an sein Fischland, sein Haus und seinen Garten.“

## Ehrungen
- 1970: Ehrennadel der Nationalen Front in Silber
- 1973: Ehrennadel der URANIA in Silber
- 1979: Johannes-R.-Becher-Medaille in Gold
- 1974: Conrad-Ekhof-Ring[2]
- 1978: Preis für künstlerisches Volksschaffen

## Werke
Gebrauchsgrafik
- 1949–1969: Einband- und Umschlaggestaltungen sowie Illustrationen für Bücher des Hinstorff Verlages Rostock
- 1953–1965: Programmhefte und Plakate für das Theater Putbus
- 1954–1979: Gestaltung aller Programmhefte und Plakate für das Volkstheater Rostock
- 1955–1958: Rostocker Theaterschriftenreihe Die Rampe. Blätter des Volkstheaters Rostock
- 1974–1975: Rostocker Theaterschriftenreihe Diskurs. Texte zur Theaterarbeit[3]

Illustrator
- Edith Grotkop: Nick, der Seehund und andere Tiergeschichten. Hinstorff, Rostock 1950.
- Edith Grotkop: Vom gelben Vogel, der braunen Bärin und anderen Tieren. Hinstorff, Rostock 1953.
- Wolfgang Rudolph, Käthe Miethe (Hrsg.): Die Insel Rügen. ein Heimatbuch. Hinstorff, Rostock 1953. (8. Aufl. 1958; fotomech. Nachdruck 1999 – 3. Aufl. 2015)
- Kurt Fuchs: Sol- und Moorbad Sülze in Mecklenburg und die Rheumaheilstätte in Vergangenheit und Gegenwart. Hinstorff, Rostock 1954.
- Fritz Meyer-Scharffenberg: Die Insel Poel und der Klützer Winkel: ein Heimatbuch. Hinstorff, Rostock 1957, (Mitarb. von Hertha Schlesinger).
- Fritz Meyer-Scharffenberg: Zwischen Strom und Haff: Warnemünde, Nienhagen. Bad Doberan, Heiligendamm, Kühlungsborn, Rerik. Hinstorff, Rostock 1959, (Mitarb. von Hertha Schlesinger).
- Werner Wurst: Das Fotobuch für alle. Fotokinoverlag, Halle/Saale 1958, (Textillustr. Georg Hülsse, techn. Zeichn. Johannes Dässler).
- Egon Brauer: Der Agfacolor-Umkehrfilm. eine Anleitung zur Farbenfotografie. Fotokinoverlag, Halle/Saale 1959, (Aufnahmen Georg Hülsse).
- Heinz Korff: Bitte recht freundlich! Panoptikum f. Fotoleute u. solche, die noch gar nicht wissen, ob sie es überhaupt werden wollen. Fotokinoverlag, Halle/Saale 1960, (Zeichnungen Georg Hülsse).
- Heinz Hoffmann: Jochen, Kathrin und ein Fotoapparat: ein Fotobuch für Junge Pioniere. Fotokinoverlag, Halle/Saale 1960, (Zeichnungen Georg Hülsse).
- Rat des Bezirkes Rostock (Hrsg.): Klaus Störtebeker – dramatische Ballade von KuBa. Programmheft zur Aufführung, Rostock 1980. Erarbeitung des historischen Teils Hans-Joachim Theil; Darstellung der überlieferten Schlupfwinkel Störtebekers nach einer Vorlage von Georg Hülsse. DNB 953711196

Aquarelle
- Herbst-Boddenwiesen. (1985)
- Mein Haus am Strom mit Windflüchter. (1986)
- Steilufer Niehagen. (1986)
- Brandung. (1987)
- Boddenlandschaft. (1987)
- Am Strom 6. (1987)
- Frühling in Althagen. (1988)
- Steilküste. (1988)
- Hofgarten. (1988)
- Garten mit Seidenmohn. (1988)
- Häuser am Seedeich. (1989)[3]

## Ausstellungen (unvollständig)
- 1964–1992: elf Ausstellungen in Ahrenshoop
- 1985, 1986 und 1990: in Prerow
- 1962, 1969, 1975 und 1989: in Ribnitz-Damgarten
- 1970: Berlin, Altes Museum („Im Geiste Lenins“)
- 1972, 1974, 1979 und 1984: Rostock, Bezirkskunstausstellungen
- 1977 und 1989: in der Kunsthalle Rostock
- 1962/63, 1967/68 und 1972/73: Dresden, Fünfte bis VII. Kunstausstellung der DDR[3]
- 1990: Georg Hülsse, Ahrenshoop (Aquarelle), Darss-Museum Prerow
- 1994: zum 80. Geburtstag im Kunstkaten Ahrenshoop
- 2014: Georg Hülsse (1914–1996) – Zum 100. Geburtstag, Kunstkaten Ahrenshoop